# Bleu de brebis
Le bleu de brebis est un nom générique désignant un fromage au lait de brebis à pâte persillée. Non pressé, non cuit, salé, fermenté et ensemencé en bactéries "Penicillium" grâce à des aiguilles formant des trous, il donne les fameux bleus de brebis de l'Aveyron ou de la Lozère dont le plus connu est le Roquefort. Il existe également des bleus de brebis basques à croute épaisse et dont la pâte est ferme et friable, mais qui est fondante une fois en bouche.